# مناظرات بور-أينيشتاين

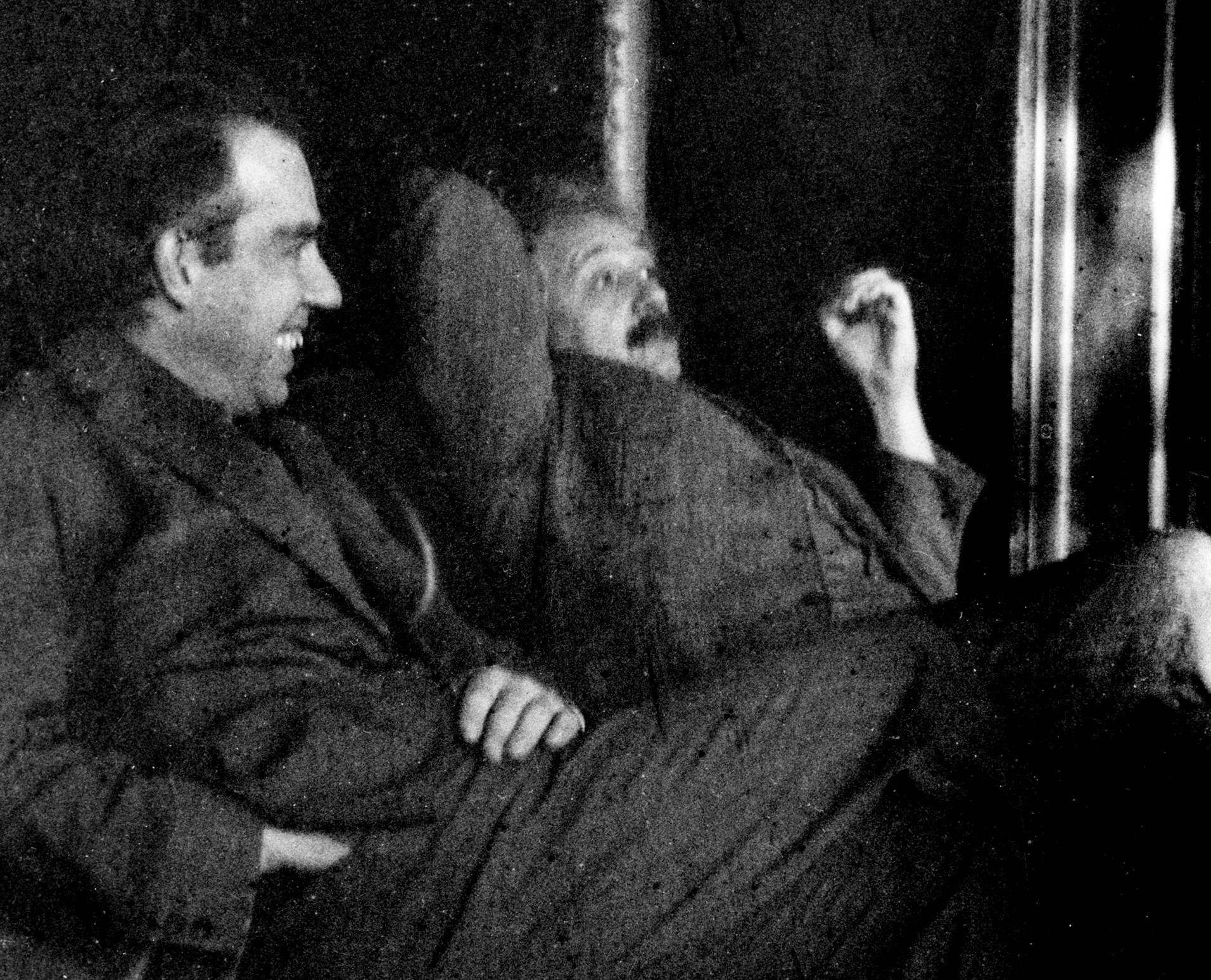
نيلس بور مع ألبرت أينشتاين في بيت بول إهرنفست (ديسمبر 1925)

مناظرات بور-اينشتاين كانت مجموعة من المناظرات العلنية في نظرية ميكانيكا الكم بين ألبرت أينشتاين ونيلس بور والذان يعتبران من أشهر مؤسسيها.
مناظراتهما تذكر الی يومنا هذا بسبب اهميتها في فلسفة العلوم. دوّن نيلس بور مجموعة من تلك المناظرات في مقالة نشرها تحت عنوان «نقاشات في استيعاب مشاكل الفيزياء الذرية». وعلی الرغم من اختلافهما حول ميكانيكا الكم إلا ان هناك إعجاب شخصي وصداقة دامت بينهما طوال حياتهما.

## مناظرات ما قبل ثورة نظرية الكمّ
كان اينشتاين الفيزيائي الوحيد الذي اشار الی ان اكتشاف ثابت بلانك يٌلزم العلماء علی إعادة النظر في كل قوانين الفيزياء. وكدليل علی هذه الفكرة، قدم اينشتاين نظريته علی ان الضوء يتصرف كجسيم وكموجة في نفس الوقت عام 1905. كان بور من أكبر المعارضين لهذه النظرية ولم يتقبلها حتی عام 1925  بينما اصّر اينشتاين علی هذه الفكرة لانه رأی فيها تصوير للواقع الفيزيائي. ولم تعجب الفكرة بور لانها تفرض بعض الحقائق التي لا يمكن اثباته معادلاتها رياضيا بل تترك للعلماء.
في عام 1913 قدم بور نموذجه لذرة الهيدروجين والذي استخدم الكمّ لتفسير الذرة. تردد اينشتاين في قبول هذا النموذج وما يترتب عليه لكن سرعان ما غير رأيه وقبل به.

## ثورة الكمّ
عاصر اينشتاين وبور بدايات الثورة التي احدثها مفهوم الكمّ في منصف العشرينيات من القرن العشرين بل واثروا فيها بشكل مباشر، وكانت مناظراتهم بعد ذلك تدور حول ربط هذه النظريات بالواقع ومحاولة رصد تأثيرها علی كل جوانب الفيزياء. بدأت المشاكل تدور في رأس اينشتاين في عام 1925 عندما قدم فيرنر هايزنبرغ معادلاته التي الغت كل العناصر النيوتونية من الزمان والمكان والغاء دورها كمتغيرات يمكن ان تأثر بالواقع. الصدمة الثانية لاينشتاين كانت عندما اقترح ماكس بورن ان الميكانيكا يمكن فهمها بالاحتمالات وليس بمحاولات العلماء لشرحها ضمن قوانين ثابتة.
رفض اينشتاين هذا التفسير بشكل قاطع، في رسالة لماكس بورن عام 1926 كتب اينشتاين قائلا «ان علی قناعة قطعية ان الله لا يلعب النرد».
في مؤتمرات سولفاي اواخر عام 1927, أعلن هايزنبرغ وبورن ان كل ما اًتي به من نظريات مؤسسة للكمً كافي لتفسير كل القضايا الجدلية في تلك الفترة، وانه ليس هناك أي حاجة للخوض فيها أكثر من ذلك، تحولت شكوك اينشتاين في تلك الفترة الی امتعاض ناتج عن اعتقاده بان هناك الكثير من الاشياء التي تم تفسيرها لكن السر وراء الميكانيك لم يفسر بعد.
عكس رفض اينشتاين هذا الإعلان رغبته في تطوير نموذج يفسر الاسباب وراء هذه المؤشرات العشوائية. لم يرفض اينشتاين فكرة ان الزمان والمكان لا يمكن ابداً معرفتهما بشكل مطلق وواضح، لكنه لم يرد ان يسمح لمبدأ الريبة الذي قدمه هايزنبرغ بأن يفسر قوانين الفيزياء التي يسير بها الكون بطريقة عشوائبة غير متوقعة.
اينشتاين نفسه كان يعتمد علی الاحتمالات في تفكيره الفلسفي لكنه رفض فكرة التوقف عن البحث والتوضيح في ميكانيكا الكم، علی عكس بور الذي كان مهتماً ومعجباً بما توصل اليه هو وزملائه بل وقدم مبدأ التكامل الفيزيائي الذي قدم مفهومي المراقِب والمُراقب في الفيزياء.

## ما بعد ثورة الكمّ: المرحلة الثالثة

### جدل (أي-بي-آر)

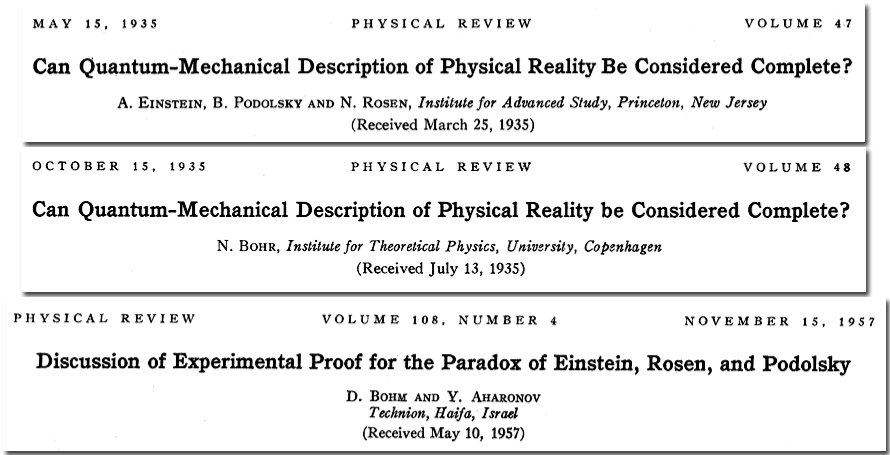
عناوين ورقات علمية عن موضوع جدل (أي-بي-آر).

في عام 1935, طور اينشتاين، بوريس بودولسكي ونيثن روزن جدل حول التشابك الكمي بين نظامين متباعدين نشر في مجلة "Physics Review" تحت عنوان «هل يمكن اعتبار وصف ميكانيكا الكم للواقع الفيزيائي مكتملاً؟» بسبب اعتراضهما علی التفسيرات المعتمدة من التي نتجت عن مؤتمر كوبنهاكن من قبل (بور، هايزنبرغ، بورن) وغيرهم والذين يحملون شعار «أحسب وأغلق فمك» المنسوب إلى فايمان وهو شعار يلخص نظرتهم- وهي النظرة الأكثر رواجا- أن قوانين الكم ماهي الا معادلات رياضية وصفية قد تؤدي أحيانا إلى نتائج غير عملية لا يجب الالتفات إليها., قبل الخوض في هذا الجدال، يتوجب ذكر مبدأ المحلية التي قدمه اينشتاين في تلك الفترة والذي ينص علی ان «العناصر المكونة لواقع فيزيائي ما لا بمكن لها ابدا ان تؤثر علی بعضها بعض عن بعد».
جدل (أي-بي-آر) تم اثارته من قبل ديفد بوم وياكير أهارونوف في ورقة علمية نشرت في مجلة "Physics Review" تحت عنوان «نقاش لتجربة علمية لاثبات مفارقة اينشتاين، روزن وبدولسكي» وقاما بأعادة صياغة للقضية الجدلية فيما بعد لتكون تفسير مختصر للتشابك الكمي في الفوتونات، والتي يمكن اخصارها في ما ياتي:
1) افرض نظاماً مكون من فوتونين في وقت محدد "t" في مكانين مختلفين "A" و "B" وبينهما تشابك قطبي {\displaystyle \left|\Psi \right\rangle } كما يلي:
{\displaystyle \left|\Psi ,t\right\rangle ={\frac {1}{\sqrt {2}}}\left|1,V\right\rangle \left|2,V\right\rangle +{\frac {1}{\sqrt {2}}}\left|1,H\right\rangle \left|2,H\right\rangle .}
2) في وقت ما "t" الفوتون الموجود في النقطة "A" يكون ذو قطبية عمودية إذا ما تمت مراقبته، افرض ان النتائج هي عبور الفوتون من خلال مرشح، وتبعاً لعملية تخفيض الحزم الموجية تكون النتيجة بانه في الوقت "t" + "dt" يصبح وصف النظام كالتالي:
{\displaystyle \left|\Psi ,t+dt\right\rangle =\left|1,V\right\rangle \left|2,V\right\rangle .}
3) في هذه النقطة، المراقب الذي قام مراقبة الفوتون 1 في النقطة "A, من غير ان يقوم باي شيء يؤثر علی النظام أو الفوتون الآخر، سيكون بامكانه التنبؤ بان قطبية الفوتون 2 ستكون عمودية.
4) بناءً علی مبدأ المحلية لاينشتاين، لا يمكن ان تكون مراقبة الفوتون 1 قد اثرت علی واقع الفوتون 2. إذاً، نصل الی النتيجة ان الفوتون كان يحمل الخاصية التي تمكنه من اجتياز اختبار القطبية قبل عملية مراقبة الفوتون 1 بشكل مستقل.
5) في الزمن "t", كان بامكن المراقب في النقطة "A" إجراء اختبار إذا ما كان الفوتون ذو قطبية 45° والحصول علی نتائج معينة، علی سبيل المثال ان الفوتون سيجتاز الاختبار. في هذه الحالة، يمكن للمراقب الجزم بان الفوتون "2" سيكون ذو قطبية 45°. وعلی العكس فاذا فشل الفوتون في اجتياز الاختبار «قطبيته ليست 45°», سيكون بامكانه الجزم بان الفوتون "2" ذو قطبية 135°. إذا ما تم جمع هذه النتائج المغايرة مع النتائج المذكورة في النقطة الرابعة، سيكون من الواضح ان الفوتون 2 كان يمتلك خاصية تسمح له باجتياز اختبار قطبية عمودية وخاصية تمكنه اجتياز اختبار قطبية اما في درجة 45 أو 135. هذه الخواص غير متوافقة.
6) بما ان الفوتون 2 يمكنه امتلاك خواص متناقضة وغي متوافقة في نفس الوقت، هذه يعني، بغض النظر عن عدم امكانية قياس أو ملاحظة هذه الخواص في نفس الوقت أو بشكل دقيق، تكون هذه الخواص خاضعة للنظام لكن ميكانيك الكمّ ترفض هذه الاحتمالية مما يعني انها نظرية غير مكتملة بعد.